# Odontopyge astragalus
Odontopyge astragalus är en mångfotingart som först beskrevs av Carl Graf Attems 1912.  Odontopyge astragalus ingår i släktet Odontopyge och familjen Odontopygidae. Inga underarter finns listade i Catalogue of Life.